# الدين في روسيا
الديانات في روسيا (2012)

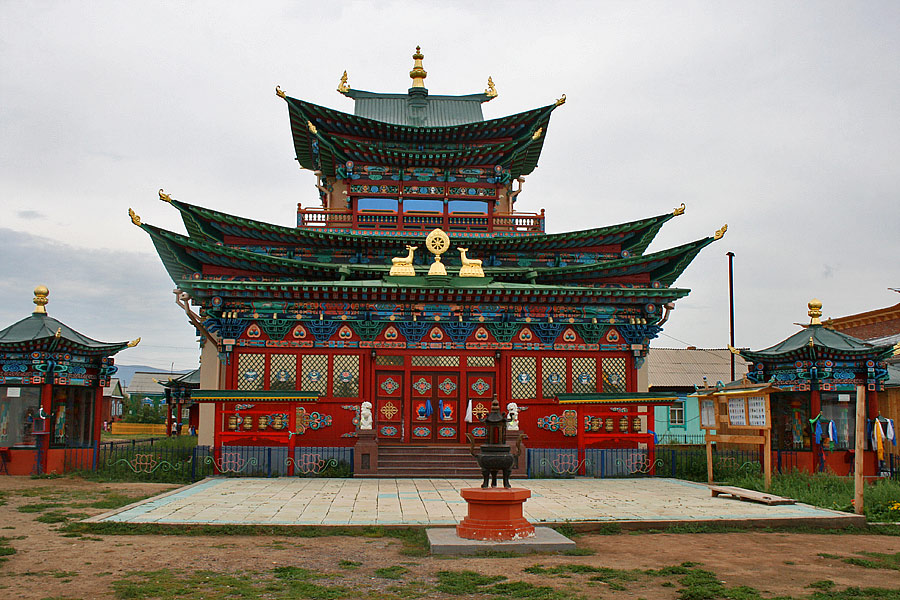
معبدIvolginsky Datsan في بورياتيا

تتنوع الأديان في روسيا، على أن المسيحية، ولا سيما الأرثوذكسية الروسية، هي أوسع الأديان قبولًا، وفي روسيا أيضًا أقلّيات غير متدينة أو تدين بأديان أخرى. أقرّ قانون صدر عام 1997 بالحق في حرية الضمير والعقيدة لكل المواطنين، وبالإسهام الروحي للمسيحية الأرثوذكسية في تاريخ روسيا، واحترام «المسيحية والإسلام والبوذية واليهودية وبقية الأديان والعقائد التي تشكل جزءًا لا ينفكّ من الإرث التاريخي للشعوب الروسية»، ويشمل هذا الأديان العرقية أو الوثنية، سواءٌ الباقية أو المُحياة. بموجب هذا القانون، يجوز عدّ أي منظمة دينية «تقليدية» إذا كان لها وجود سابق على عام 1982، وعلى كل مجموعة دينية حديثة التأسيس أن تقدم أوراقها وتسجّل مرة كل عام لمدة 15 عامًا، على أن تبقى بلا حقوق إلى أن يعترف بها.

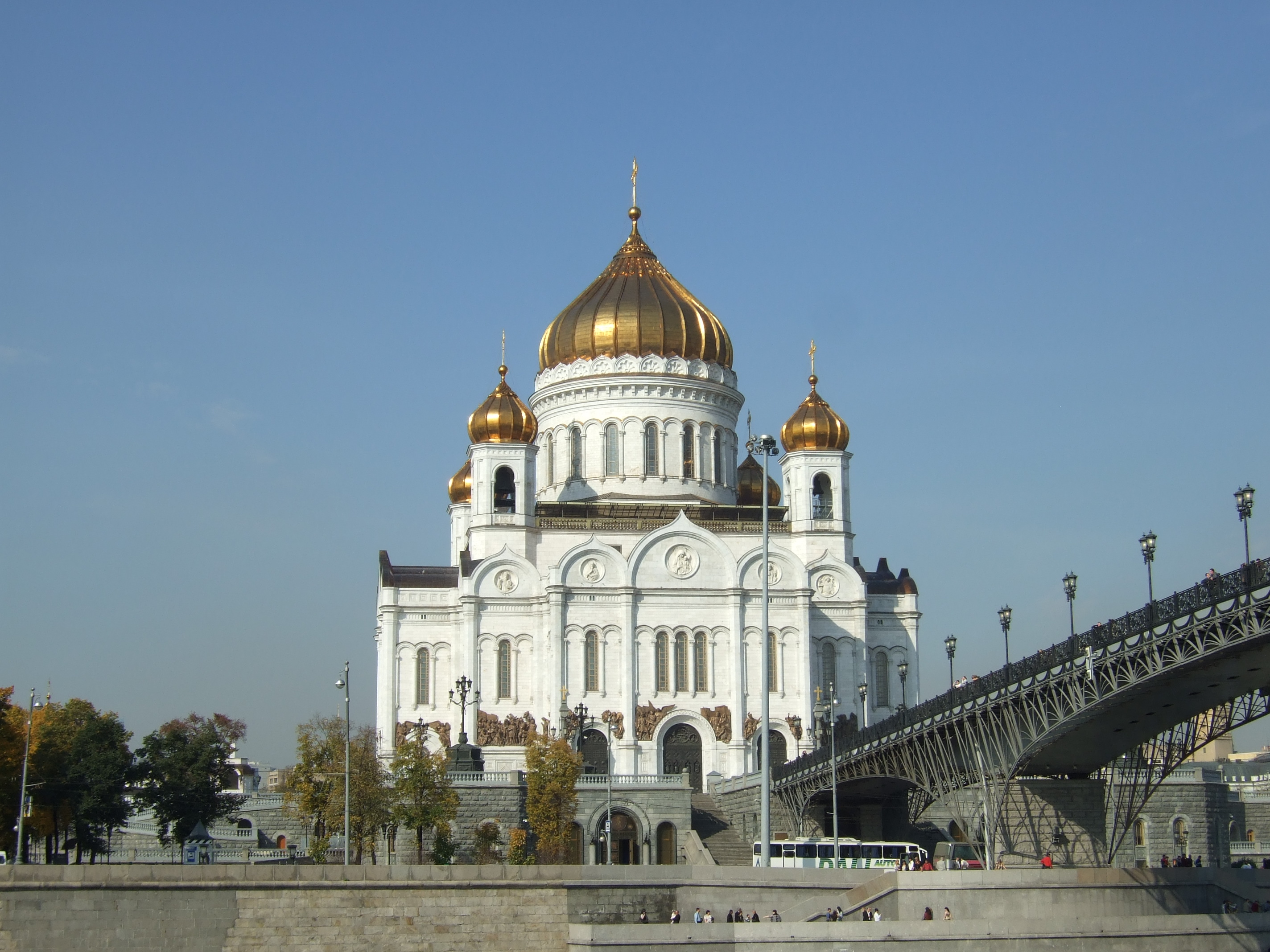
كاتدرائية المسيح المخلص في موسكو.

تعد الكنيسة الأرثوذكسية الروسية الدين المفضَّل للدولة، بحكم الواقع إن لم يكن بحكم القانون، وتدعي حقها في تقرير منح الأديان أو الطوائف الأخرى الحق في التسجيل، على أن نفوذها ضعيف في بعض أجزاء سيبيريا وروسيا الجنوبية، إذ حدثت هناك «عمليات إحياء ملحوظة للأديان السابقة للمسيحية». لم تستطع بعض الكنائس البروتستانتية التي كانت موجودة قبل الثورة الروسية أن تسجل مرة أخرى، ومُنعت الكنيسة الكاثوليكية من تطوير سلطاتها القضائية الإقليمية. ويقول بعض المراقبين الغربيين إن احترام حرية التدين عند السلطات الروسية انخفض منذ أواخر تسعينيات القرن العشرين وأوائل القرن الواحد والعشرين. أنشطة شهود يهوه في روسيا محظورة حاليًّا.
منذ تفكك الاتحاد السوفييتي عام 1991، حدث إحياء للشامانية السيبيرية (الممزوجة عادةً بعناصر أرثوذكسية) وانتشار لها، ونشأت حركات هندوسية وحركات دينية حديثة في مختلف أرجاء روسيا. وحدث «ازدياد متسارع في نشوء المجموعات الدينية الجديدة والروحانيات البديلة»، وفي انتشار الأديان الشرقية والوثنية الجديدة، حتى عند من يسمّون أنفسهم «مسيحيين»، لأن هذه التسمية أصبحت وصفًا واسعًا لمجموعة متنوعة من الآراء والممارسات. عرّف العالم إليوت بورنستاين روسيا بأنها «جنوب كاليفورنيا أوروبا»، بسبب هذا الازدهار للحركات الدينية الجديدة، التي اعتبرتها الكنيسة الأرثوذكسية الروسية منافسةً لها في «حربٍ على الأرواح». ولكن تعدد الأديان في روسيا كان مكوّنًا تقليديًّا للهويات الروسية على مدى مئات السنين، وهو ما أسهم في إرساء تعددية عرقية ثقافية.

## الأديان

### الأديان الإبراهيمية

#### المسيحية
في عام في عام 2012، عرّف 47.1٪ من إجمالي سكان روسيا أنفسهم بأنهم مسيحيون. أظهرت استطلاعات أخرى نتائج أخرى: في نفس العام، عام 2012، قدّر مركز ليفادا أن 76% من الروس كانوا مسيحيين، وفي عام 2013 قدّرت مؤسسة الرأي العام أن 65% من الروس مسيحيون، وفي عام 2011 قدّر مركز بيو للأبحاث أن 73.6% من الروس مسيحيون، وفي عام 2011 قدّرت أبحاث إبسوس موري أن 69% من الروس مسيحيون، وفي عام 2010 قدّر مركز أبحاث الرأي العام الروسي (VCIOM) أن نحو 77% من الروس مسيحيون.
المسيحية الأرثوذكسية هي الدين السائد في البلد، وإلى جانبها لعب المؤمنون القدامى واللوثريون دورًا مهمًّا في التاريخ متعدد العرقيات في روسيا. أما الإنجيلية والكاثوليكية (بين الروس) فهي إضافات حديثة نسبيًّا إلى المسيحية في روسيا.

##### المسيحية الأرثوذكسية
شكل المسيحيون الأرثوذكس 42.6% من سكان روسيا عام 2012. معظم هؤلاء أعضاء في الكنيسة الأرثوذكسية الروسية، وفيهم أقليات صغيرة من المؤمنين القدامى والأرثوذكسيين المسيحيين الذين إما أنهم لا ينتمون إلا أي كنيسة، وإما أنهم ينتمون إلى كنائس أرثوذكسية غير روسية (منها الكنيسة الرسولية الأرمنية والكنيسة الجورجية الأرثوذكسية). هؤلاء المسيحيون الأرثوذكس غير المنتسبين أو المنتسبون إلى كنائس أرثوذكسية غير مسيحية يشكلون 1.5% من مجموع السكان (أي 2,100,00). وعند الأقليات العرقية من الأوكرانيين والجورجيين والأرمن كنائس أرثوذكسية ثانوية. شكل المسيحيون الأرثوذكس غير المنتسبين مع الأقليات المنتسبة إلى كنائس أرثوذكسية غير روسية أكثر من 4% من سكان تيومين أوبلاست (9%)، و6% من سكان إركوتسك أوبلاست، و6% من سكان الأوبلاست اليهودية الذاتية، و5% من سكان تشيليابنسك أوبلاست، و4% من سكان أستراخان أوبلاست، و4% من سكان تشوفاشيا. كان القوزاق تاريخيًّا، ولم يزل بعضهم في روسيا الحديثة، من أشدّ الداعمين للملكية الأرثوذكسية الثيوقراطية.

##### الأرثوذكسية الروسية
في عام 2012، صرّح 58,800,000 نسمة أو 41% من مجموع سكان روسيا بأنهم يؤمنون بالكنيسة الروسية الأرثوذكسية. ويتراوح عدد السكان المؤمنين بها بين 21% و40% في معظم الولايات الفدرالية للدولة، وأعلاها 41% إلى أكثر من 60% في غرب روسيا، منها 41% إلى 60% في ياماليا وبيرم كراي وأكثر من 60% في كورسك أوبلاست (69%)، وفي فورونيج أوبلاست (62%) وفي لبستك أوبلاست (71%) وفي تامبوف أوبلاست (78%) وفي بنزا أوبلاست (63%) وفي أوليانوفسك أوبلاست (61%)، وفي موردوفيا (69%) وفي نيجني نوفغورود أوبلاست (69%).
تدعي الكنيسة الأرثوذكسية الروسية (بطريركية موسكو; روساكايا برافوسلافانيا تسيركوف) أنها الخليفة المباشرة للكنيسة الروسية الأرثوذكسية قبل الثورة الروسية (يرافوسلافانيا روسيسكايا تسيركوف)، رغم أنها تعود رسميًّا إلى 1949 فقط. عكس اختلاف اسمي الكنيستين الفرق بين روسكي (الروس العرقيون) وروسياني (مواطنو روسيا سواءٌ أكانوا منتمين إلى العرق الروسي أو إلى مجموعات عرقية أخرى). وتدعي مجموعة متنوعة من الكنائس الأرثوذكسية المسيحية الأخرى أنها الخليفة المباشرة للنظام الديني قبل الثورة الروسية، منها الكنيسة الأرثوذكسية الكاثوليكية الروسية والكنيسة الأرثوذكسية المستقلة الروسية. لطالما حدثت نزاعات بين هذه الكنائس على تسلّم الكنائس المهجورة، وفازت في معظم هذه القضايا الكنيسة الروسية الأرثوذكسية بفضل تعاون السطات العلمانية معها.

##### المؤمنون القدامى
شكل المؤمنون القدامى 0.2% (400،000) من مجموع سكان البلد عام 2012، وكانت نسبتهم أعلى من 1% فقط في سمولنسك أوبلاست (1.6%) وجمهورية ألطاي (1.2%) وماغادان أوبلاست (1%) وماري إل (1%). المؤمنون القدامى هم المجموعة الدينية التي عانت أكبر انخفاض كبير منذ انتهاء الإمبراطورية الروسية وفي فترة الاتحاد السوفييتي. في آخر سني الإمبراطورية كانوا يشكلون 10% من سكان روسيا، أما اليوم فقد تقلص عددهم إلى أقل بكثير من 1% وقلّ عدد المنتمين إلى عائلات المؤمنين القدامى الذين يشعرون برابط ثقافي مع دين أسلافهم.

##### الكاثوليكية
كانت الكاثوليكية في عام 2012 دين 140 ألف مواطن روسي، وهو 0.1% من مجموع السكان. يتركز الكاثوليك الروس في غرب روسيا وتتراوح نسبهم بين 0.1% و 0.7% في معظم الولايات الفدرالية في ذلك الإقليم. لم يزل عدد «الكاثوليكيين العرقيين» في روسيا في انخفاض بسبب الهجرة والعلمنة، ويُعنى بالكاثوليكيين العرقيين البولنديون والألمان وأقليات أخرى. وفي الوقت نفسه حدث تحول كبير للروس العرقيين إلى الكنيسة الكاثوليكية.
تدير أبرشية موسكو الطقوس اللاتينية للكنيسة الكاثوليكية في روسيا. وفي إركوتسك ونوفوسيبيرسك وساراتوف أسقفيات مساعدة أخرى. أسقفية إركوتسك هي في الحقيقة أكبر أسقفية كاثوليكية على وجه الأرض، إذ تغطي 9,960,000 كيلومترًا مربعًا. يلتزم معظم الكاثوليكيين الروس بالطقوس اللاتينية. ولكن الكنيسة الكاثوليكية تعترف بالكنيسة الكاثوليكية الإغريقية شديدة الصغر بوصفها كنيسة على الطقس البيزنطي بقانونها الخاص، وهي في شراكة كاملة مع الكنيسة الكاثوليكية.

##### البروتستانتية وبقية المسيحيين
كانت طوائف متنوعة من البروتستانتية، سواء التاريخية والإنجيلية، وكذلك الخمسينية، دين 0.2% (أي 300 ألف نسمة) من تعداد سكان روسيا عام 2012. وكانت نسبتهم أكبر بقليل من 1% في توفا (1.8%)، وأودمورتيا (1.4%) وجمهورية ألطاي (1%). لم تزل اللوثرية في انخفاض بين الأقليات العرقية الفنلندية والألمانية، وتحول بعض الروس إليها، فأصبح في بعض الكنائس الفنلندية التقليدية، كالكنيسة الإنجيلية اللوثرية الإنغيرية أعضاء روس أكثر من الفنلنديين. أما السبتيون والمعمدانيون والخمسينيون فهم حديثون في روسيا، إذ لا يتعدى تاريخهم في روسيا 120 عامًا.